# 穂積村 (愛知県)
穂積村（ほずみむら）は、かつて愛知県東加茂郡にあった村。
現在の豊田市の一部（足助地区の霧山町・則定町。松平地区の穂積町など）に該当する。

## 歴史
- 1889年（明治22年）10月1日 - 二本木村、西野村、重田和村、白瀬村、酒呑村、霧山村、則定村が合併し、穂積村が発足。
- 1906年（明治39年）5月1日 - 分割され廃止。
  - 穂積村の一部（二本木・西野・重田和・白瀬・酒呑）は、松平村、小川村、志賀村、豊栄村の一部[1]と合併し、松平村が発足。
  - 穂積村の一部（則定・霧山）は、盛岡村、豊栄村の一部[2]、金沢村の一部[3]と合併し、盛岡村が発足。